# Erika Kinsey
Erika Anna Kristina Kinsey (* 10. März 1988 in Nälden als Erika Wiklund) ist eine schwedische Leichtathletin, die sich auf den Hochsprung spezialisiert hat.

## Leben
Erika Kinsey wuchs in Nälden auf. Als weiterführende Schule besuchte sie die Dragonskolan in Umeå, das größte Gymnasium in Västerbotten, welches unter anderem für sein Leichtathletikprogramm bekannt ist. Sie studiert Sport (Physical Education und Corporate Fitness) an der University of Central Missouri in Warrensburg. Im Sommer 2014 heiratete sie ihren US-amerikanischen Freund und nahm dessen Namen an.

## Sportliche Karriere
In jungen Jahren spielte Kinsey Eishockey und Fußball. Im Hochsprung gewann sie 2004 bei den Schwedischen U18-Meisterschaften. Bei den 4. Jugendweltmeisterschaften in Marrakesch wurde sie mit 1,82 m Fünfte. Bei den Juniorenweltmeisterschaften 2006 in Peking erreichte sie mit 1,80 m den achten Platz. Bei den Junioreneuropameisterschaften 2007 in Hengelo erhielt sie im Hochsprung mit 1,82 m die Goldmedaille. 2009 wurde sie mit 1,87 m in Göteborg schwedische Hallenmeisterin.
Von 2010 bis 2013 konzentrierte sie sich erneut auf das Eishockey und spielte in der höchsten norwegischen Frauenliga, der Norska damhockeyligan, für den Jordal IHK. Nach einer Verletzung mit Rippenbruch und punktierter Lunge gab sie das Eishockeyspielen wieder auf.
Zurück im Hochsprung erreichte sie bei ihrer ersten Teilnahme an der Diamond League, am 9. Juli 2015 bei der Athletissima in Lausanne, mit 1,94 m hinter Anna Tschitscherowa und Ruth Beitia den dritten Platz. Bei der Team-Europameisterschaft 2015 verbesserte sie ihre Bestmarke auf 1,97 m und qualifizierte sich damit für die Weltmeisterschaften in Peking, bei denen sie in der Qualifikation ausschied.
2016 belegte sie bei den Hallenweltmeisterschaften in Portland im Finale Platz acht und bei den Europameisterschaften in Amsterdam schied sie mit übersprungenen 1,89 m in der Qualifikation aus. Auch bei den Olympischen Spielen in Rio de Janeiro schied sie in der Qualifikation aus. 2017 qualifizierte sie sich für die Weltmeisterschaften in London, schied dort aber mit 1,85 m bereits in der Qualifikation aus. 2018 erreichte Kinsey bei den Hallenweltmeisterschaften im englischen Birmingham den siebten Platz und kam im Sommer bei den Europameisterschaften in Berlin auf Rang dreizehn. Bei den Halleneuropameisterschaften 2019 in Glasgow belegte sie mit 1,91 m den geteilten siebten Platz. Bei der Doha Diamond League wurde sie mit 1,91 m Zweite und beim Bauhaus-Galan in Stockholm mit 1,90 m Dritte, ehe sie bei den Bislett Games in Oslo mit 1,96 m erneut auf den zweiten Platz gelangte. Ende September schied sie dann bei den Weltmeisterschaften in Doha mit 1,85 m in der Qualifikation aus. Im Jahr darauf siegte sie mit 1,92 m beim Sollentuna GP sowie mit 1,87 m beim Göteborg Friidrott GP. 2021 startete sie erneut bei den Olympischen Sommerspielen in Tokio, verpasste dort aber mit Saisonbestleistung von 1,93 m den Finaleinzug.
In den Jahren 2019 und 2020 wurde Kinsey schwedische Meisterin im Hochsprung im Freien sowie 2009 und 2018 in der Halle.

## Persönliche Bestleistungen
- Hochsprung: 1,97 m am 21. Juni 2015 bei der Team-Europameisterschaft 2015 in Tscheboksary
- Weitsprung: 6,51 m am 23. Mai 2019 in Torremolinos
- Dreisprung: 13,11 m am 3. Mai 2015 in Saint Charles (Missouri)

### Halle
- Hochsprung: 1,93 m am 20. März 2016 bei den Hallenweltmeisterschaften 2016 in Portland (Oregon)
- Weitsprung: 6,35 m am 18. Januar 2019 in Youngstown (Ohio)
- Dreisprung: 12,99 m am 28. Januar 2017 in Boston (Massachusetts)
- Fünfkampf: 3935 Punkte am 15. März 2009 in Västerås